# Vogelfreistätte Schwarzachwiesen bei Freystadt
Der Vogelfreistätte Schwarzachwiesen bei Freystadt ist ein Naturschutzgebiet nahe Freystadt im Oberpfälzer Landkreis Neumarkt in der Oberpfalz in Bayern.
Das Naturschutzgebiet befindet sich 1,8 Kilometer nordwestlich von Freystadt. Es liegt an der Landkreisgrenze zum Landkreis Roth. Der größere Teil (21,4 ha) gehört zum mittelfränkischen Allersberg und liegt damit im Landkreis Roth. Die restlichen 20,8 ha gehören zu Freystadt im Landkreis Neumarkt in der Oberpfalz. Ein Teil des Areals gehört zum Landschaftsschutzgebiet Schutz des Landschaftsraumes im Gebiet des Landkreises Roth - Südliches Mittelfränkisches Becken östlich der Schwäbischen Rezat und der Rednitz mit Vorland der Mittleren Frankenalb (LSG Ost).
Das etwa 42 ha große Areal ist ein großer Wiesenkomplex mit teilweise extensiv genutzten Wiesen. Es bietet störungsempfindlichen und wiesenbrütende Vogelarten einen wichtigen Lebensraum sowie Rast- und Nahrungsflächen für Sumpf- und Wasservögel. Das Naturschutzgebiet wurde am 3. April 1988 unter Schutz gestellt.